# 敲擊樂團
敲擊樂團是指由打擊樂器組成的音樂合奏團體，通常是指主要演奏古典音樂或受過古典音樂訓練的敲擊樂手所組成的團體。

## 早期作品
古巴作曲家阿馬德奧·羅爾丹在1930年創作的《節奏》，埃德加·瓦雷兹的《離子化 (音樂)》，1933年在尼古拉斯·斯洛尼姆斯基的指揮下首演，由13位表演者演奏30多種不同的敲擊樂器，包括拉丁敲擊樂器(例如：沙錘、邦哥鼓)、中國敲擊樂器(例如：中式大鈸、平鑼)、西洋敲擊樂器(例如：鋼片琴、小鼓)等。亨利·考埃爾的《極弱音的固定旋律音型》 (1934)、約翰·凱吉的《第一構造》 (1939) / 《第二構造》(1940) / 《第三構造》 (1941)、卡洛斯·查維斯的《敲擊樂觸技曲》(1942)也是此類型作品。

## 戰後作品
在1960年阿爾伯托·希納斯特拉為女高音和大型敲擊樂團創作了清唱劇《神奇的美國》。伊阿尼斯·澤納基斯為斯特拉斯堡的敲擊樂團創作了兩首敲擊樂六重奏，名為《珀塞法薩》(1969)及《昴》(1979)。在1975年，卡爾海因茲·史托克豪森為敲擊樂六重奏創作了一部名為 《包赫音樂》（肚皮里的音樂）的兒童戲劇作品。

## 推廣
保羅·派斯於1949年至1956年在伊利諾伊大學任教，並在此期間建立了第一個獲得全球認可的敲擊樂團 ，邁克爾·科爾格拉斯是保羅·派斯的學生。

## 當代作品
近年為敲擊樂團創作出的樂曲有威廉·克拉夫特的《構造IV》及《輪鼓與敲擊樂四重奏小協奏曲》 (1976)、史提夫·萊許的《鼓樂》等等。